# احمد مهدوی
احمد مهدوی (زادهٔ ۱۳۱۸ در قم) نمایندهٔ حوزهٔ انتخابیهٔ ابهر در دورهٔ پنجم مجلس شورای اسلامی بوده‌است.